# Francis Rous
Francis Peyton Rous (Baltimore, 5 de outubro de 1879 — Nova Iorque, 16 de fevereiro de 1970) foi um patologista estadunidense.
Foi agraciado com o Nobel de Fisiologia ou Medicina de 1966, por estudos sobre o câncer animal.

## Biografia
Órfão de pai foi educado no Texas, obteve o B. A. (1900) na Johns Hopkins Medical School, onde pegou tuberculose e teve que parar os estudos por um ano, enquanto se curava da doença. Voltou à Medical School e graduou-se em medicina (1905) e tornou-se interno no Hospital e instrutor em patologia na University of Michigan (1906-1908). Indicado pelo chefe do seu departamento, Professor Alfred Warthin, fez um curso de verão em Dresden, Alemanha (1907). Na volta o Prof. Warthin indicou-o para se juntar ao staff da Rockefeller Institute for Medical Research, hoje Rockefeller University, em New York City, onde iniciou (1909) suas pesquisas que lhe deram fama. No ano seguinte isolou um vírus cancerígeno no tecido em uma galinha e foi capaz de produzir tumores por infecção em outra galinha, tornando-se pioneiro em mostrar que tumores poderiam ser causados por viroses. Antes da Primeira Guerra Mundial desenvolveu um método de preservação de sangue, o que permitiu a criação dos bancos de sangue. 
Tornou-se membro do Rockefeller Institute (1920) e membro emérito (1945). Suas investigações e conclusões permitiram-lhe receber muitas honrarias e prêmios além de vários diplomas honorários, por todo o mundo. Foi casado com Marion Eckford deKay e tiveram três filhas: Marion, Ellen e Phoebe e morreu em Nova Iorque.